# 安娜·安德森
安娜·安德森（英語：Anna Anderson，1896年12月16日—1984年2月12日），最為知名羅曼諾夫王朝成員假冒者，其自稱為俄国沙皇尼古拉二世之女儿阿纳斯塔西娅·尼古拉耶芙娜·罗曼诺娃。阿纳斯塔西娅·尼古拉耶芙娜·罗曼诺娃為沙皇尼古拉二世與亞歷山德拉·費奧多羅芙娜皇后之么女，1918年7月16日至1918年7月17日之間，她與她家庭於俄羅斯葉卡捷琳堡被共產黨革命分子所殺，而她的屍體一直到2007年才被尋獲。
1920年時，安娜·安德森在柏林因自殺未遂而被送進精神病院。起先，因為安娜·安德森拒絕透露她的身分，而被稱為「無名女士」（德語：Fräulein Unbekannt）。此後她先後使用「柴可夫斯基」（Tschaikovsky）和「安德森」（Anderson）為姓。1922年3月，安娜·安德森為沙俄女大公的說法開始受到大眾矚目。皇室教師皮埃尔·吉利亚尔在內，認識女大公阿纳斯塔西娅的人，或者是阿纳斯塔西娅家族的成員，多稱其為假冒者。1927年，亚历山德拉·费奥多罗芙娜皇后的兄弟黑森大公恩斯特·路德維希資助了一起私人調查，結果發現安德森其實是一名叫作「弗兰齐斯卡·尚茨科夫斯卡」的波蘭工廠女工，並且有心理疾病病史。多年的法律訴訟後，德國法庭判定安德森無法證明自己是安娜塔西亞，但因為媒體的傳播，使得她的主張知名度大增。
1922年到1968年期間，安德森常與居住在德國和美國的支持者同住，並曾多次進出療養院，其中包括一家精神病院。1968年安德森移民美國。簽證到期前不久，安德森嫁給了歷史教授杰克·馬那漢（Jack Manahan），馬那漢後來被稱呼為：「可能是夏洛蒂鎮最受喜愛的怪人」。1984年安德森去世，她的遺體火化後被埋葬於德國塞翁城堡的教堂墓地。
蘇聯垮台後，沙皇一家七口的屍體先後被發現。許多國家的實驗室，利用基因檢測技術證實了他們的身分。人們利用安娜·安德森的頭髮和因醫療行為所留下的組織進行基因檢測，結果顯示安娜·安德森與羅曼諾夫王朝並無關連。安德森的線粒體DNA反而與弗兰齐斯卡·尚茨科夫斯卡的姪孫卡爾·毛赫爾（Karl Maucher）相符。大多數談論安娜·安德森的科學家、史學家和記者，都認為其與弗兰齐斯卡是同一人。

## 達爾多夫精神病院（1920年到1922年）
1920年2月27日，一名女子嘗試從德國柏林的本德勒大樓橋跳入蘭維爾運河自殺。一名警長發現後，將其救下並送至呂措廣場的伊麗莎白醫院。女子身上沒有身分證明，加上其拒絕透露身分，因此被稱為「無名小姐」（德語：Fräulein Unbekannt）。之後該女性被送往達爾多夫（德語：Dalldorf，現賴尼肯多夫維特瑙）的精神病院住了兩年。該女性頭部跟身體上有原因不明的傷痕，而根據醫護人員的說法，該名女性說德語時有俄國口音。
1922年早期，一名叫做克拉拉·波伊特赫特（Clara Peuthert）的精神病患，稱該名女性是俄羅斯帝國末代沙皇尼古拉二世，四個女兒之一的塔季揚娜·尼古拉耶芙娜女大公。柏伊特出院後，她跟白俄上尉尼可拉·馮·舒培（Nicholas von Schwabe）說在達爾多夫看見了塔季揚娜。此後舒培造訪了精神病院，也認為該名女性就是塔季揚娜。舒培說服亞歷山德拉皇后的朋友季娜伊妲·托爾斯泰（Zinaida Tolstoy）等其他白俄移民前去拜訪該名女病患。亞歷山德拉皇后的女侍官蘇菲·布克斯霍夫登與托爾斯泰一同前往了精神病院。當見到該名女性時，布克斯霍夫登說：「相比塔季揚娜來說，她太矮了」，認為她不是塔季揚娜。過幾天，該名女性表示：「我並未說過我就是塔季揚娜。」
達爾多夫精神病院的特婭·馬利諾夫斯基（Thea Malinovsky）護士聲稱，該名女性在幾年後被釋放，並在1921年的秋天自稱是尼古拉二世的另一個女兒安娜塔西亞。不過該名女性稱不記得有這件事。該名女性即為安娜·安德森，她的傳記作者們，要不忽略馬利諾夫斯基的說法，要不就是穿插在他們的故事之中。

## 德國和瑞士（1922年到1927年）
1922年5月，柏伊特、舒培和托爾斯泰相信該名女性（也就是安娜·安德森）即是安娜塔西亞，然而布克斯霍夫登認為其與安娜塔西亞毫無相似之處。這位女性最後被帶出了病院，並住進巴龍·阿圖爾·馮·克萊斯特（Baron Arthur von Kleist）在柏林的家中。巴龍·阿圖爾·馮·克萊斯特是一位白俄移民，在沙皇政府垮台前，他是俄屬波蘭的警察局長。負責處理此案的柏林督察法蘭茲·格林貝格（Franz Grünberg）認為：「克萊斯特或許有其他考量，如同移民者圈子的傳言，假使俄羅斯舊政府能夠重建，他希望能藉由照顧這名年輕女性，從中獲得不錯的利益。」
該名女性開始自稱安娜·柴可夫斯基（Anna Tschaikovsky），「安娜」取自「安娜塔西亞」（Anastasia）的縮寫，而柏伊特則四處說安娜就是安娜塔西亞。安娜曾住在一些熟人的房子，例如克萊斯特、柏伊特、一个叫做巴赫曼（Bachmann）的貧困工人的家，以及格林貝格督察在措森丰克米勒附近的莊園。安娜住在丰克米勒時，格林貝格安排了亞歷山德拉·費奧多羅芙娜皇后的姊姊——黑森和萊茵大公國的伊蓮妮公主——與安娜·柴可夫斯基見面，但是伊蓮妮公主不認得她。格林貝格又安排安娜與塞西莉女公爵會面，但是安娜拒絕與其交談，塞西莉女公爵也因安娜的行為而心生疑惑。1950年代，塞西莉女公爵簽署了一份聲明，內容稱安娜即為安娜塔西亞，不過塞西莉家族對該聲明存有異議，並暗指塞西莉女公爵罹患了癡呆症。
1925年，安娜的手臂遭結核感染，先後於多個醫院接受治療。此疾導致她的體重明顯下降，更曾使她一度病危。期間，費奧多羅芙娜皇后的侍從官阿列克謝·安德烈耶維奇·沃爾科夫、安娜塔西亞的老師皮埃尔·吉利亚尔、吉利亚尔的妻子蘇拉（她曾是安娜塔西亞的保母），還有沙皇尼古拉二世的姐姐奧麗加女大公等人，都曾拜訪過安娜。他們對安娜的處境感到同情，所以沒有立即發表公開聲明，最終他們也都否認她是安娜塔西亞。1926年3月，在安娜塔西亞女大公的舅公丹麥瓦爾德馬親王資助下，安娜與哈里特·馮·拉特列夫前往瑞士盧加諾休養。瓦爾德馬親王一邊透過丹麥駐德國大使赫卢夫·萨勒提供物資協助安娜，一邊對調查她的身分。為了讓安娜成行，柏林外僑辦公室（Berlin Aliens Office）以安娜塔西亞的個人資料，提供她一份名為「安娜塔西亞·柴可夫斯基」（Anastasia Tschaikovsky）的短期身分證明。與拉勒芙吵架以後，安娜在1926年6月搬回德國奧伯斯多夫，一間名為史第拉赫豪斯（Stillachhaus）的療養院，該地位處巴伐利亞阿爾卑斯山脈之中，而拉勒芙則回到了柏林。
住在奧伯斯多夫時，塔季揚娜·梅爾尼克（Tatiana Melnik，原姓博特金）曾造訪過她。塔季揚娜·梅爾尼克是柏林俄羅斯難民辦公室主管謝爾蓋·博特金（Serge Botkin）的姪女，而她的父親歐仁·博特金在1918年與沙皇一家一起，被共產分子所殺，他曾是沙皇一家的專屬醫師。梅爾尼克小時候曾見過安娜塔西亞女大公，而她們最後一次說上話是在1917年的2月。就梅爾尼克看來，安娜長得很像安娜塔西亞女大公，不過梅爾尼克認為：「嘴型有些不同，而且明顯的變得粗糙，再加上她的臉型很瘦，使她的鼻子看起來比以前還大。」在一封信中，梅爾尼克寫道：「她的脾氣幼稚，不能把她當成一般的成人，必須像對待孩子般的引導她。她不是僅忘記幾個字而已，而是喪失了精確表達意思的能力......就算是最簡單的故事，她也能說得亂七八糟；她說的話根本就是把不合文法的德語拼湊在一塊......她的記憶和視力明顯的有問題。」之後梅爾尼克稱安娜就是安娜塔西亞女大公，認為其受損的身心理因素，使其不願說俄語和回想過去所發生的事情。或許是出於好意而不經意的「幫助病人那薄弱的記憶」，又或者是蓄意造假，梅爾尼克私下指導了安娜一些在皇家中生活的一些細節。

## 賽翁城堡 （1927年）

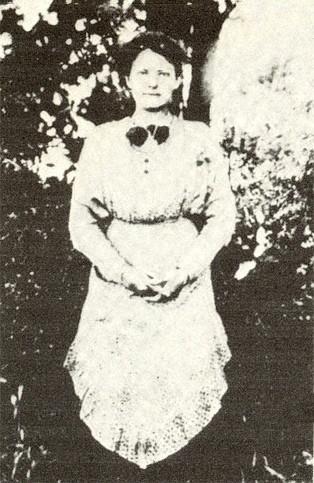
弗兰齐斯卡·尚茨科夫斯卡，攝於1913年

1927年，有礙於家庭壓力，瓦爾德馬親王決定不再提供提供安娜資金援助，代表安娜將無法自丹麥取得資金。此後，沙皇的遠親洛伊希滕貝格喬治公爵，讓安娜住進了賽翁城堡。亞歷山德拉皇后的兄弟黑森大公恩斯特·路德維希，聘僱了一位叫做馬丁·科諾夫（Martin Knopf）的私家偵探，對安娜到底是不是安娜塔西亞女大公進行調查。
在安娜待在賽翁城堡的這段期間，科諾夫回報安娜其實是一名叫做弗兰齐斯卡·尚茨科夫斯卡（Franziska Schanzkowska）的波蘭工廠女工。在一戰期間，弗兰齐斯卡曾在軍火工廠工作過，然而她的未婚夫在前線陣亡後沒多久，一顆手榴彈從她手中脫落並爆炸，這起意外導致她的腦部受損，連帶炸死一名領班。此後她的精神狀況每況愈下，最後在1916年9月19日被判定為精神病患，前後出入過兩次精神病院。1920年初，弗兰齐斯卡從柏林的租屋處失蹤，此後她的家人就沒有再見過她和聽到她的消息。1927年5月，弗兰齐斯卡的哥哥费利克斯·尚茨科夫斯卡（Felix Schanzkowski），被安排在賽翁城堡附近因河畔瓦瑟堡的一間旅店與安娜見面。會面後，费利克斯認為安娜是他的姊姊弗兰齐斯卡，洛伊希滕貝格公爵的兒子德米特里（Dmitri），則以此認定安娜假冒安娜塔西亞女大公，但是洛伊希滕貝格公爵的女兒娜塔莉（Natalie）卻不這麼認為，她確信安娜就是安娜塔西亞女大公。洛伊希滕貝格公爵對此感到十分為難。费利克斯認定安娜就是她的姐姐，但在他所簽署的法院證詞中，只寫了「非常相似」，並且強調了安娜與弗兰齐斯卡身型的不同處，以及安娜不認得他自己。幾年後，费利克斯的家人說，雖然费利克斯知道安娜就是他的姐姐，但他選擇了最適當的做法，放安娜追尋自己的新生。
前來賽翁城堡的造訪者還有艾琳娜·亞歷山德羅芙娜公主的丈夫費利克斯·尤蘇波夫親王。他曾寫道：「我直接了斷的說，她絕不是安娜塔西亞·尼古拉耶芙娜，她只是一個投機者、一個歇斯底里的病人，和一個可怕的女演員。我完全無法了解怎麼會有人懷疑這些話。如果妳見過她，我相信你一定會嚇到，如此可怕的生物竟然會是我們沙皇的女兒。」但其他造訪賽翁城堡的人，例如曾於1916年在醫院見過安娜的官員费利克斯·達瑟爾（Felix Dassel）、塔季揚娜·梅爾尼克那從小就認識安娜塔西亞的兄弟格萊布·博特金，皆認為安娜·柴可夫斯基就是安娜塔西亞女大公。

## 美國（1928年到1931年）
1928年，格萊布·博特金在美國發表了數篇支持安娜·安德森的文章，使得安娜·安德森的事蹟獲得了美國公眾的注意和興趣。格萊布·博特金的宣傳引起了塞尼亞·里茲的注意。塞尼亞·里茲是安娜塔西亞女大公的遠表親，曾是俄羅斯的一名公主，後來嫁給了一名富有的美國實業家。在格萊布·博特金與里茲的安排下，里茲出錢讓安娜·安德森乘坐貝倫加麗亞號郵輪前往美國。從塞翁前往美國的路途中，安娜·安德森在巴黎與沙皇的表兄弟安德烈·弗拉基米羅維奇大公會面，他認為安娜·安德森是安娜塔西亞大公。之後在美國的6個月，安娜·安德森居住在里茲家位於紐約牡蠣灣的莊園中。

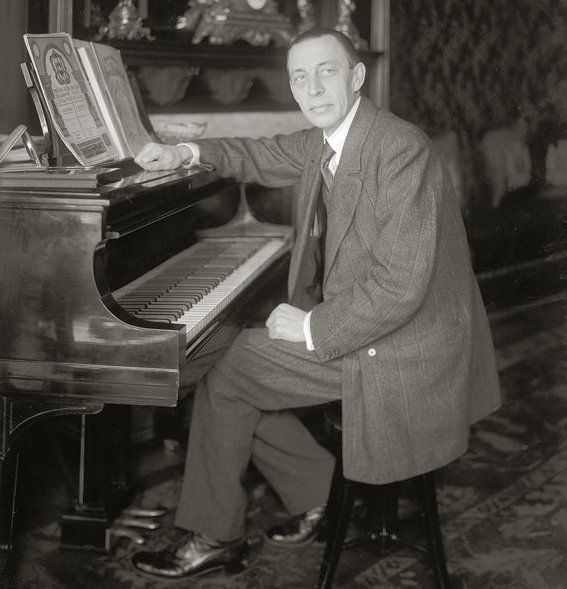
鋼琴家兼作曲家謝爾蓋·瓦西里耶維奇·拉赫曼尼諾夫，他出錢讓安娜·安德森住在長島的花園城酒店，在這安娜第一次使用安德森這個名字

1928年7月，距離沙皇遇害將近十年之時，博特金聘雇了一個名為愛德華·法洛斯（Edward Fallows）的律師，希望透過法律途徑取得沙皇在蘇聯境外的資產。在尚未尋獲沙皇屍首之前，並無足夠證據證明沙皇已死，因此他的資產在預估的死亡日期後十年，才能繼承給他的親屬。法洛斯成立了一間名叫「Grandanor」（為俄羅斯安娜塔西亞女大公，的英文縮寫）的公司，並利用日後可能取得的資產，來出售股份以取得資金。安娜聲稱沙皇在國外擁有大量存款，使得英格蘭有大量諾曼諾夫王朝遺產的謠言出現。沙皇殘存的親屬譴責博特金與法洛斯，利用安娜以獲取利益，博特金則反過來指責他們想騙走「安娜塔西亞」的遺產繼承權。最後，人們只在德國發現一小筆存款，這筆存款也被分配給沙皇其他已確認身分的親屬。後來也許是因為安娜·安德森對沙皇遺產的主張產生爭執，安娜搬出了里茲的莊園，然後在謝爾蓋·瓦西里耶維奇·拉赫曼尼諾夫的安排下，先住進了紐約亨普斯特德的花園城酒店，最後才搬到一處小房舍中。為了躲避媒體，安娜在登記飯店房間時，使用了安德森太太（Mrs. Anderson）的名義，最後安娜·安德森也成為她最為人所知的名字。沙皇的母親瑪麗亞皇后在1928年10月逝世，隨後12名沙皇的近親，在瑪麗亞皇后的喪禮上會面並共同簽署聲明，譴責安娜·安德森假冒安娜塔西亞女大公。此為著名的《哥本哈根聲明》（Copenhagen Statement），該聲明中稱：「我們的責任感使得我們不得不站出來，向公眾解釋安娜·安德森的故事不過是一個童話故事。如果我們繼續讓這個虛幻故事擴散和取得公眾信任，那麼這將是對我們至親的先皇后，一個極大的汙辱。」格萊布·博特金在一封寄給謝妮亞·亞歷山德羅芙娜女大公的公開信中稱皇家「貪婪且無良」，為了財富而攻擊安娜·安德森。
1929年初，安娜與紐約曼哈頓公園大道一名叫做伯爾·詹寧斯（Burr Jennings）的單身富人同住，此人頗為樂意招待這個他認為的沙皇女兒。接下來的1年半，安娜·安德森成了紐約市的寵兒。接下來安娜·安德森產生一連串損害自己形象的行為，其中有兩件事可以視作這一連串行為的高潮，一是她一怒之下殺死了自己的寵物鸚鵡，二來是她在一次聚會時跑到屋頂裸奔。導致在1930年7月24日，紐約最高法院的彼得·舒馬克（Peter Schmuck）法官簽署一道命令，要求其接受精神病院診治。當人們要帶走安娜·安德森時，安娜·安德森將自己關在房間中，最後人們用斧頭強行破入房間。之後她被強制遷移到紐約西徹斯特郡的四風療養院（Four Winds Sanatorium），並在該療養院住了一年多。1931年8月，安娜·安德森在一名私人護士的陪同下，搭乘德國號郵輪返回德國，旅途期間，她只能待在一個上鎖的客艙中。至於回到德國的旅費、療養院的費用，以及之後六個月居住在德國漢諾威伊爾滕一家精神療養院的費用，皆是由詹寧斯負擔。抵達伊爾滕之後，安娜·安德森並未被診斷出精神疾病，但是由於住院費用已經預先支付了，加上她也沒其他地方可去，因此她暫時住在該院的一個套房內。

## 德國（1931年到1968年）
安娜·安德森回到德國的事情，引起當地媒體的高度關注，並吸引了一些德國貴族。這段期間她曾多次應其支持者的邀請與他們同住。1932年，英國一家名為世界新聞報的小報發布了一則聳動的故事，稱安娜·安德森是一名從事詐欺活動的羅馬尼亞女演員。愛德華·法洛斯作為安娜·安德森的律師，向英國法院控告該報誹謗，訴訟一直持續到第二次世界大戰爆發前都無法結束，最後因為安娜·安德森居住在已成為敵國的德國中，而遭法院駁回。1938年，法洛斯試圖幫助人在德國的安娜·安德森，爭取分給沙皇近親的遺產，卻反被沙皇的近親們質疑安娜·安德森的真實身分。訴訟斷斷續續的持續了數十年，蒙巴頓伯爵甚至幫他的德國親戚支付與安娜·安德森進行訴訟的費用。這一訴訟更成了德國歷史上最長的訴訟案件。
1938年，安娜·安德森再次、同時也是最後一次與尚茨科夫斯卡家族見面。葛簇特·尚茨科夫斯卡（Gertrude Schanzkowska）真心認為安娜·安德森是他的弗兰齐斯卡姊姊，但由於納粹政府希望利用這次會面，查清楚安娜·安德森的真實身分，如果承認她是弗兰齐斯卡的話，將會使她被關入牢中。尚茨科夫斯卡家族最後拒絕簽署不利安娜·安德森的證詞，也沒有採取任何進一步的動作。1939年，二戰因為德國入侵波蘭而開始。愛德華·法洛斯把自己的財產全部投入Grandanor公司，希望取得沙皇那不存在的遺產，把自己搞得一貧如洗，最後在1940年離世。二戰結束時，安娜·安德森在屬於蘇佔區的薩克森-邁寧根中，與一名叫路易絲的人生活在溫特斯坦城堡（Schloss Winterstein）。1946年時，安娜·安德森在薩克森-阿爾滕堡的弗雷德里克王子（Prince Frederick）幫助下，穿越邊境前往屬於法佔區的巴特利本采爾。
弗雷德里克王子將安娜·安德森安置在黑森林旁Unterlengenhardt鎮中的舊軍營，此處在日後也成了觀光景點。此後，亞歷山德羅芙娜皇后的友人利莉·迪恩，和皇家的兒童英文教師西德尼·吉比斯都與安娜·安德森見了面，前者相信了安娜·安德森為安娜塔西亞女大公的說法，後者則稱其為假冒者。一份法院證詞中，西德尼·吉比斯稱：「她完全不是我所知道的安娜塔西亞女大公，我確信她只不過是一個冒牌貨。」此後，安娜·安德森逐漸脫離人群，終日與貓為伍，而她所居住的房屋狀況越來越差。1968年5月，安娜·安德森被人在其家中發現呈半意識（semi-conscious）狀態，而被送到諾伊恩比格的醫院。當安娜·安德森不在家的時候，弗雷德里克王子要求當地的衛生委員會把房子清理了一番。安娜·安德森的愛爾蘭獵狼犬和60多隻貓最後遭到撲殺。她不願接受這個事實，所以在一直支持她的格萊布·博特金要求下，安娜·安德森再次回到了美國。

## 晚年（1968年到1984年）

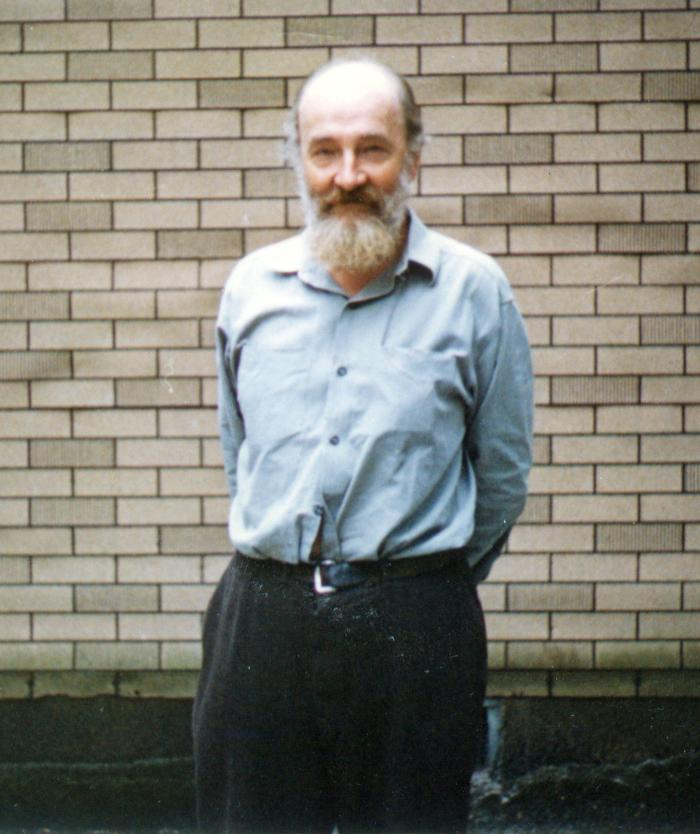
1960年時格萊布·博特金，他是安娜·安德森的死忠支持者。

此時格萊布·博特金居住在維吉尼亞夏洛蒂鎮中一個大學城，而安娜·安德森前往美國之費用，則是由格萊布·博特金一個叫做約翰·E·馬納漢之朋友所支付，此人是一位歷史教授和系譜學家。安娜·安德森入境美國時，取得了為期6個月的旅遊簽證，然後在簽證到期前，她與小她20歲的約翰·E·馬納漢在1968年12月23日登記結婚。格萊布·博特金則擔任伴郎。約翰·E·馬納漢挺享受這個速成的婚姻，甚至自稱「大公侍從」（Grand Duke-in-Waiting）和「沙皇駙馬」（Son-in-law to the Tsar）。夫妻倆同住在夏洛蒂鎮大學區（University Circle）中一房子，但分開住在不同臥室，此外他們在斯柯茨維爾還擁有一座農場。隔年，格萊布·博特金去世。隨後在1970年2月，纏訟已久之案子終於以雙方都無法證明安娜·安德森的身分告結。
訴訟結束後，安娜·安德森終於能合法使用安娜塔西亞·馬納漢為名，並以行為怪異而在夏洛蒂鎮小有名氣。雖然約翰·E·馬納漢是頗為富有，但是他們卻與成堆貓狗和垃圾，居住在骯髒不堪之環境中。1979年8月20日，安娜·安德森因為腸梗阻而被送到夏洛蒂鎮瑪莎·傑佛遜醫院診治。理查德·史魯姆（Richard Shrum）醫生最後在安娜·安德森體內取出了壞疽腫瘤並切除了一段腸子。
安娜·安德森與約翰·E·馬納漢之健康每況愈下，而安娜·安德森因為喪失自理能力，當地的巡迴法庭為此在1983年11月，指派威廉·普雷斯頓（William Preston）律師擔任安娜·安德森之監護人。幾天後，約翰·E·馬納漢從醫院「擄」走了安娜·安德森，然後在維吉尼亞州裡開著車四處到便利商店找東西吃。最後因為一名警察通報下，人們找到了安娜·安德森和約翰·E·馬納漢，並將安娜·安德森送回護理機構。1984年1月，安娜·安德森疑似中風發作，並在同年2月12日因肺炎病逝。安娜·安德森去世當天，遺體即被火化，並於1984年6月18日葬入賽翁城堡墓地。約翰·E·馬納漢則於1990年3月22日去世。

## DNA檢驗
1991年，沙皇尼古拉二世、亞歷山德拉皇后，和沙皇三個女兒的遺體，在葉卡捷琳堡附近的亂葬崗被發現。骨骼鑑定和DNA檢定也證實了它們的身分。例如外祖母是亞歷山德拉皇后姊妹的菲利普親王，他的粒線體DNA就與其中女性屍骨上的粒線體DNA相匹配。2007年，人們又發現2具屍體。透過多次的DNA檢驗，證實這兩具屍體為沙皇一家七口未被找到的兩個人，皇太子阿列克謝·尼古拉耶維奇·羅曼諾夫和沙皇的另一個女兒。沙皇的4個女兒都未能逃過共產黨人的處決
。
安娜·安德森在1979年手術時取下的組織，被存放在瑪莎·傑佛遜醫院。人們以此採集到了安娜·安德森的粒線體DNA，並與羅曼諾夫王朝的親屬進行比對。最後發現她的DNA與菲利普親王和沙皇一家人的DNA都不符。葛簇特·尚茨科夫斯卡的兒子，卡爾·毛赫（Karl Maucher）提供的DNA，經過檢驗後反而與安娜·安德森相符，證明安娜·安德森就是弗兰齐斯卡·尚茨科夫斯卡。基因檢測後5年，宾夕法尼亚州立大学人類學系的泰瑞·梅爾頓博士（Dr. Terry Melton）稱，安娜與尚茨科夫斯卡家族的基因序列關係「依舊特殊」，加上美軍基因鑑定實驗室DNA樣本資料庫的增長，致使「安娜就是法蘭西絲卡·尚茨科夫斯卡的可信度增加」。
後來人們從馬納漢書裡夾著的信封，找到幾縷頭髮。經過檢驗後，頭髮的粒線體DNA與醫院存放的安娜·安德森DNA樣本相符、與卡爾·毛赫的DNA有親屬關係，但與沙皇一家的遺體、羅曼諾夫王朝的倖存者毫無關聯。

## 評價
1918年7月，共產黨人殺害了沙皇一家7口，包含當時年僅17歲的安娜塔西亞女大公，但幾年後共產黨製造的假資訊，導致沙皇一家仍有倖存者的謠言不脛而走。這些有關皇室結局的謠言，不僅互相矛盾，更給了人們假稱自己是皇室倖存者的機會。
大多數的假冒行為都沒有受到太大的關注，唯獨安娜·安德森不同。為安娜·安德森的支持者之一的哈里特·馮·拉特列夫，在1928年於德國與瑞士出版其著作《Anastasia, ein Frauenschicksal als Spiegel der Weltkatastrophe》（意為「安娜塔西亞：反映世界危機的女人與她的命運」），該書內容曾在1927年時連載於《柏林晚報》（Berliner Nachtausgabe）。相對的，反方也發表了自己的著作。1929年時，皮埃尔·吉利亚尔與康斯坦丁·薩維奇（Constantin Savitch）一同在巴黎博茲（Payot）出版《La Fausse Anastasie》（意為假的安娜塔西亞）。相互矛盾的證詞和物證，被正反方輪流用來支持自己的論點，例如安娜·安德森與安娜塔西亞女大公的臉部特徵，時常被雙方用來比較，以支持或反對安娜·安德森的主張。由於缺少準確的文件證明和物證，因此安娜·安德森是否為安娜塔西亞女大公的問題，只能取決於人們自己的想法。如同安娜·安德森常說的一段話：「你相信與否，既不重要，也不成問題。」德國法庭無法裁定安娜·安德森的主張是否為真，耗時40多年的審理也只能做出：「無法成立，但也無法否認」這樣的判決。在審理期間的最後幾年，岡特·馮·貝倫貝格-高斯勒博士（Dr. Günter von Berenberg-Gossler）成了控方律師。他曾說在德國法庭審理案件時：「比起控方比較不吸引人的陳述，媒體們更偏好報導安娜·安德森的說詞；新聞的編輯常常在記者報導完安娜·安德森那方的證詞後，向記者取得相關資訊，也因此忽略了控方的說法，導致公眾通常無法得知事件的全貌。」
1957年，德國內出版了一本名為（我，安娜塔西亞，一本自傳）的書籍，內容為安娜·安德森的故事，其中穿插有羅蘭·克魯格·馮·妮妲的評論，書中的故事是由安娜·安德森的支持者拼湊而成。書中有著這麼一個「傳奇故事」，內容是安娜·安德森嫁給了一名叫做亞歷山大·柴可夫斯基（Alexander Tschaikovsky）的男子，男子讓安娜·安德森坐在一個農場的推車上，由他推著車一起逃離了俄羅斯。而兩人育有一子，名為阿列克謝（Alexei），但亞歷山大在布加勒斯特的街上被人射殺，其子則在孤兒院中失蹤。就連安娜·安德森的支持者們，也認為這個逃亡故事：「對劇作家來說，都是一個大膽的嘗試」，更別說是反對者了：「這個牽強的愛情故事，令人難以相信。」
對於安娜·安德森動機的說法有許多種，有人認為她是故意假冒、妄想、因精神創傷而產生了新人格，或者被另有他想的支持者所利用。皮埃尔·吉利亚尔稱安娜·安德森為「狡猾的神經病」。第一個認為安娜·安德森是皇室成員之一的人，是當時住在達爾多夫精神病院的克拉拉·柏伊特，並非安娜·安德森。此後，安娜·安德森也相信了這種說法。作家邁克爾·桑頓（Michael Thornton）認為：「她在某處丟失並拒絕了尚茨科夫斯卡的身分。她整個失去了原先的自我，相信自己是新的另外一個人。我認為這是意外產生的，而她也沉迷於強烈的喜悅之中。」路易·蒙巴頓伯爵——沙皇子女的表兄弟——認為安娜·安德森的支持者是：「利用出版書籍、在雜誌上發表文章，和戲劇演出的版稅等等，來使自己發家致富。」謝妮亞·亞歷山德羅芙娜女大公的孫子麥可·羅曼諾夫王子，則稱羅曼諾夫家族一直都知道安娜·安德森是個騙子，同時也瞧不起她，甚至認為：「她身邊的跳樑小丑所創造的書籍和電影，簡直是對人們記憶中的皇室家庭，一個莫大的污辱。」

## 虛構故事

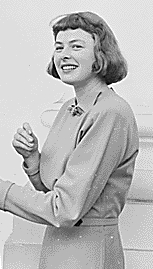
女演員英格麗·褒曼以1956年電影真假公主中的安娜和安娜塔西亞一角，贏得奧斯卡金像獎。該片雖然是以安娜·安德森的主張為基礎拍成，但該片內容仍有大量虛構情節

自從1920年代開始，安那·安德森自稱是安娜塔西亞女大公為基礎的虛構創作開始出現。1928年，一部名為《Clothes Make the Woman》的無聲電影上映，其內容大致等於安娜·安德森的故事。1953年，法國劇作家馬塞勒·莫雷特，參考拉特耶夫和吉利亚尔兩人的著作，編寫了名為《安娜塔西亞》的劇作，該劇由维韦卡·林德福什飾演劇名角色，並在歐美等國進行巡迴展演。演出相當成功，因此美國劇作家蓋伊·波爾頓在1956年，將該劇改編為英語電影，名為真假公主。劇情為一群騙子想假裝安娜塔西亞女大公依舊活著，以此騙取俄羅斯流亡者的金錢。他們將一名叫做「安娜」的女性裝扮成安娜塔西亞。安娜的身平不明而且失去了她過去的記憶，但隨著劇情發展，她就是安娜塔西亞的跡象不斷露出。觀眾必須自己思考安娜是否為安娜塔西亞。同一時期，由莉莉·巴露瑪主演的《The Story of Anastasia》，劇情大體與另一部電影相同，但劇中的核心角色：「或許更加迷惘、瘋狂和可悲，但她同時也有充滿氣質與自信的一面。」
劇作家羅伊斯·里頓在1978年發表了關於安娜·安德森的作品，《I Am Who I Am》。與之前的作品相同，該劇將安娜·安德森描寫為：「一個內在價值受到他人貪欲和恐懼所損害的人」，但同時也沒有嘗試證實其身分為何。
肯尼斯．麥克米蘭的芭蕾舞劇《Anastasia》於1967年首演，該劇以《Ich, Anastasia, Erzähle》為靈感來源，此外該劇：「一個關於安娜·安德森，自認是安娜塔西亞的女人，她那戲劇性的幻想......不論是在記憶或是想像中，她經歷了安娜塔西亞過去的一些片段......故事主軸宛若一個來無影去無蹤的惡夢，圍繞在由林恩·西摩飾演的女主角旁。」一名當代評論家認為西摩的演出：「不顧一切的安娜·安德森，那緊繃、痛苦的模樣，令人感到驚奇和印象深刻。」1992年，尤里·瓦莫斯的芭蕾劇《睡美人——沙皇最後的女兒》（Sleeping Beauty – Last Daughter of the Czar）在巴塞爾劇院進行演出，內容以安娜·安德森作為敘事主軸，並以柴可夫斯基的睡美人作為故事基礎。
1986年，分為上下兩部的迷你電視電影《安娜之谜》在美國國家廣播公司上映，主演該電影的艾米·歐文更獲得金球獎提名。哈爾·埃里克森（Hal Erickson）說：「歐文以《淑女，還是老虎？》的手法來詮釋主角，而我們永遠沒辦法知道，她究竟是相信了自己創造的虛幻故事，又或者她其實只是個狡詐的騙子。」
1997年，DNA檢測證實安納·安德森並非安娜塔西亞女大公後，名為真假公主－安娜塔西亞的奇幻動畫片上映，片中名為安娜塔西亞或安亞的主角，被描繪成真正的安娜塔西亞女大公。該作品純粹是一部原創的音樂動畫娛樂電影，英國天空影院認為該片「非常地不重視史實」。

## 資料來源
1. ↑  Coble et al.; Godl (1998)
2. 1 2 3  Coble et al.; Rogaev et al.
3. 1 2  , CNN, 2008-04-30  [2009-07-01], （原始内容存档于2008-05-21）
4. 1 2  Klier and Mingay, p. 93; 柏林警方的報告，見I, Anastasia第89頁
5. ↑  Klier and Mingay, p. 109; Kurth, Anastasia, pp. 10, 53
6. 1 2  Tucker
7. ↑  Stoneking et al.; Van der Kiste and Hall, p. 174
8. ↑  Stoneking et al.
9. ↑  Coble et al.; Gutterman; Massie, p. 249; Sieff; Sykes, p. 75
10. ↑  柏林警方的報告，見I, Anastasia第89頁
11. ↑  King and Wilson, pp. 82–84; Massie, p. 163
12. ↑  護士Erna Buchholz和Bonhoeffer醫師的說法，見I, Anastasia第95–96頁
13. ↑  I, Anastasia, p. 91; Klier and Mingay, p. 94; Kurth, Anastasia, p. 14
14. ↑  King and Wilson, p. 91; Klier and Mingay, p. 94, Kurth, Anastasia, pp. 16–17
15. ↑  Kurth, Anastasia, p. 21; Welch, p. 103
16. ↑  Klier and Mingay, p. 95; Kurth, Anastasia, p. 25; Massie, p. 163
17. ↑  I, Anastasia, p. 93; Hall, p. 340; Kurth, Anastasia, p. 25
18. ↑  Klier and Mingay, p. 95; Kurth, Anastasia, p. 26
19. ↑  Kurth, Anastasia, p. 12
20. ↑  I, Anastasia, p. 91
21. ↑  Klier and Mingay, pp. 93–94, just describes Peuthert's claim.
22. ↑  King and Wilson, pp. 88–89; Massie, p. 163
23. ↑  I, Anastasia, p. 93; Klier and Mingay, p. 95
24. ↑  格林貝格給他的上司格爾克委員的信，見I, Anastasia第92頁
25. ↑  Klier and Mingay, p. 96; Kurth, Anastasia, p. 53; 柏林警方的紀錄，見I, Anastasia第112頁
26. ↑  I, Anastasia, p. 98; Klier and Mingay, p. 96
27. ↑  Grünberg's notes, quoted by Krug von Nidda in I, Anastasia, p. 112
28. ↑  I, Anastasia, pp. 100–112; Klier and Mingay, pp. 97–98; Kurth, Anastasia, pp. 29–63
29. ↑  Klier and Mingay, pp. 97–98; Kurth, Anastasia, pp. 51–52; Krug von Nidda in I, Anastasia, pp. 103, 106–107; Welch, p. 108
30. ↑  I, Anastasia, p. 115; Kurth, Anastasia, p. 64; Klier and Mingay, p. 98; Massie, p. 168
31. ↑  Kurth, Anastasia, p. 343; Massie, p. 168; Krug von Nidda in I, Anastasia, p. 116
32. ↑  Kurth, Anastasia, p. 343
33. ↑  Kurth, Anastasia, pp. 84–85; Massie, p. 172; Welch, p. 110
34. ↑  Klier and Mingay, pp. 99–103; Kurth, Anastasia, pp. 99–124; Krug von Nidda in I, Anastasia, pp. 135–169
35. ↑  Klier and Mingay, p. 91; Kurth, Anastasia, p. 102
36. ↑  Kurth, Anastasia, p. 130
37. ↑  Klier and Mingay, p. 104; Kurth, Anastasia, pp. 130–134; Krug von Nidda in I, Anastasia, pp. 180–187
38. ↑  Kurth, Anastasia, p. 138
39. ↑  Tatiana Melnik's declaration on oath, 1929, quoted (in negligibly different translations) by Krug von Nidda in I, Anastasia, p. 193; King and Wilson, p. 172 and Kurth, Anastasia, pp. 141–142
40. ↑  Quoted (in two negligibly different translations) by Massie in p. 169 and Krug von Nidda in I, Anastasia, p. 195
41. ↑  Massie, p. 170; Krug von Nidda in I, Anastasia, pp. 197–198
42. ↑  Pierre Gilliard (1929) La Fausse Anastasie quoted in Krug von Nidda, p. 198
43. ↑  Godl (1998)
44. ↑  Kurth, Anastasia, pp. 151–153; Massie, p. 181
45. ↑  Klier and Mingay, pp. 105–106; Kurth, Anastasia, pp. 151–153; Massie, p. 181
46. ↑  Anderson's supporters claimed that Ernest Louis's hostility towards Anderson arose from her allegation that they had last met when he had visited Russia in 1916. Anderson claimed that in the midst of a war between Russia and Germany, Ernest Louis had visited Russia to negotiate a separate peace. Ernest Louis denied the allegation, which if true would have been tantamount to treason. There was no conclusive proof either way. (See: Klier and Mingay, pp. 100–101; Kurth, Anastasia, pp. 93–95; Massie, pp. 177–178; Krug von Nidda in I, Anastasia, pp. 127–129)
47. ↑  King and Wilson, pp. 306–314; Klier and Mingay, p. 105; Massie, pp. 178–179
48. ↑  King and Wilson, pp. 282–283; Klier and Mingay, p. 224; Massie, p. 249
49. ↑  King and Wilson, p. 283; Kurth, Anastasia, p. 167
50. ↑  Kurth, Anastasia, p. 415, note 93
51. ↑  Klier and Mingay, pp. 105, 224; Kurth, Anastasia, p. 166; Massie, pp. 178–179, 250
52. ↑  Klier and Mingay, p. 106; Kurth, Anastasia, p. 415, note 80
53. ↑  Kurth, Anastasia, p. 180; Massie, p. 181
54. ↑  King and Wilson, p. 160; Massie, p. 181
55. ↑  Klier and Mingay, p. 106; Report of Dr. Wilhelm Völler, attorney to Harriet von Rathlef, in the Fallows collection, Houghton Library, quoted in Kurth, Anastasia, p. 172; Massie, p. 180
56. ↑  Klier and Mingay, p. 106; Affidavit of Felix Schanzkowski, Fallows paper, Houghton Library, quoted in Kurth, Anastasia, p. 174
57. ↑  Klier and Mingay, p. 224
58. ↑  1927年9月19日，費利克斯·尤蘇波夫親王給俄羅斯安德烈·弗拉基米羅維奇大公（英语：Grand Duke Andrei Vladimirovich of Russia）的信，節錄於Kurth, Anastasia, p. 186
59. ↑  Klier and Mingay, pp. 89, 135; Kurth, Anastasia, pp. 193, 201
60. ↑  Godl (1998); Klier and Mingay, p.108; Massie, p. 182
61. ↑  Klier and Mingay, p. 108; Kurth, Anastasia, p. 202; Massie, p. 182
62. ↑  Kurth, Anastasia, pp. 202–204
63. ↑  King and Wilson, p. 208; Klier and Mingay, p. 109; Kurth, Anastasia, pp. 204–206
64. ↑  Klier and Mingay, p. 109; Kurth, Anastasia, pp. 214–219; Massie, pp. 175–176, 181
65. ↑  Clarke, p. 187; Klier and Mingay, p. 110; Kurth, Anastasia, pp. 220–221; Krug von Nidda in I, Anastasia, p. 242
66. ↑  Clarke, p. 185; Klier and Mingay, pp. 110, 112–113; Kurth, Anastasia, p. 233; Massie, p. 184
67. ↑  Clarke, pp. 188–190; Klier and Mingay, p. 103; Massie, pp. 183–185
68. ↑  Klier and Mingay, pp. 112, 121, 125; Kurth, Anastasia, pp. 230–231; Massie, p. 183
69. ↑  Klier and Mingay, p. 117
70. ↑  Klier and Mingay, p. 110; Kurth, Anastasia, pp. 221–222; Krug von Nidda in I, Anastasia, p. 242
71. ↑  Klier and Mingay, p. 110; Kurth, Anastasia, p. 227; Massie, p. 181; Krug von Nidda in I, Anastasia, p. 244
72. ↑  Klier and Mingay, p. 111; Kurth, Anastasia, p. 229; Krug von Nidda in I, Anastasia, pp. 238–239
73. ↑  Klier and Mingay, p. 111; Kurth, Anastasia, p. 229
74. ↑  King and Wilson, pp. 187–188; Klier and Mingay, pp. 111–112; Massie, p. 183
75. ↑  Massie, p. 182
76. ↑  Kurth, Anastasia, p. 232; Massie, p. 182
77. ↑  Klier and Mingay, p. 113; Letter from Wilton Lloyd-Smith, Miss Jennings' attorney, to Annie Jennings, 15 July 1930, quoted in Kurth, Anastasia, p. 250
78. ↑  Letter from Wilton Lloyd-Smith, Miss Jennings' attorney, to Annie Jennings, 22 August 1930, Fallows papers, Houghton Library, quoted in Kurth, Anastasia, p. 251; Massie, p. 182
79. ↑  Kurth, Anastasia, pp. 251–252
80. ↑  Massie, p. 182; Krug von Nidda in I, Anastasia, pp. 250–251
81. ↑  Kurth, Anastasia, pp. 253–255; Massie, p. 186
82. ↑  Massie, p. 186
83. ↑  Kurth, Anastasia, pp. 258–260
84. 1 2  Klier and Mingay, p. 127
85. ↑  Kurth, Anastasia, pp. 271–279
86. ↑  Klier and Mingay, p. 127; Kurth, Anastasia, p. 276
87. ↑  Klier and Mingay, p. 115; Kurth, Anastasia, pp. 289–356
88. ↑  Klier and Mingay, p. 128; Massie, p. 189
89. ↑  King and Wilson, p. 236; Klier and Mingay, p. 115
90. ↑  Klier and Mingay, p. 129; Kurth, Anastasia, p. 283; Massie, p. 180
91. ↑  Klier and Mingay, p. 129
92. ↑  King and Wilson, p. 316; Klier and Mingay, p. 129
93. ↑  Klier and Mingay, p.123; Kurth Anastasia, p. 291; Massie, p. 184
94. ↑  Klier and Mingay, p. 129; Kurth, Anastasia, pp. 285–286
95. ↑  Klier and Mingay, pp. 130–131; Kurth, Anastasia, pp. 263–266; Massie, p. 186
96. ↑  Klier and Mingay, pp. 153–154; Kurth, Anastasia, p. 288; Massie, p. 187
97. ↑  Kurth, Anastasia, p. 304; Massie, p. 187
98. ↑  Massie, p. 187
99. ↑  Klier and Mingay, p. 140; Kurth, Anastasia, p. 334; Massie, p. 191
100. ↑  Klier and Mingay, p. 140; Kurth, Anastasia, pp. 370–371
101. ↑  Klier and Mingay, p. 140; Kurth, Anastasia, pp. 371–372
102. ↑  Klier and Mingay, p. 142; Kurth, Anastasia, pp. 371–372; Welch p. 253
103. ↑  Klier and Mingay, p. 142; Kurth, Anastasia, p. 370; Massie, pp. 191–192
104. ↑  King and Wilson, p. 246; Kurth, Anastasia, p. 375
105. ↑  Kurth, Anastasia, p. 375; Massie, p. 192
106. ↑  Massie, p. 192
107. ↑  Klier and Mingay, p. 145
108. ↑  Kurth, Anastasia, p. 381
109. ↑  Klier and Mingay, p. 162; Kurth, Anastasia, p. 376
110. ↑  King and Wilson, pp. 236–238; Klier and Mingay, p. 139; Kurth, Anastasia, p. 377
111. ↑  King and Wilson, p. 247; Kurth, Anastasia, p. 375
112. ↑  Klier and Mingay, p. 162; Kurth, Anastasia, p. 388; Tucker
113. ↑  Klier and Mingay, p. 162; Kurth, Anastasia, p. 381; Massie, p. 192; Tucker
114. ↑  King and Wilson, p. 251; Massie, p. 194
115. ↑  Klier and Mingay, p. 163; Massie, p. 193
116. ↑  Klier and Mingay, p. 164; Massie, p. 193
117. ↑  King and Wilson, p. 253; Klier and Mingay, p. 164
118. ↑  King and Wilson, pp. 253–255; Klier and Mingay, p. 164; Massie, p. 193
119. 1 2  Gill et al.
120. ↑  Godl (1998); Stoneking et al.
121. ↑  Godl (2000a)
122. ↑  King and Wilson, pp. 263–266; Massie, p. 246; Stoneking et al.
123. ↑  King and Wilson, p. 67; Klier and Mingay, pp. 70–71, 82–84; Massie, pp. 144–145
124. ↑  King and Wilson, p. 71; Klier and Mingay, pp. 84, 91; Massie, pp. 144–145
125. ↑  King and Wilson, p. 2; Massie, pp. 144–162
126. ↑  Klier and Mingay, p. 103; Krug von Nidda in I, Anastasia, p. 273
127. ↑  e.g. King and Wilson, pp. 229–232; Kurth, Anastasia, p. 76
128. ↑  King and Wilson, pp. 3–4; Krug von Nidda in I, Anastasia, p. 83
129. ↑  1976年10月26日時撥放的ABC訪問，摘錄於Klier和Mingay的著作第230頁，以及Kurth的Anastasia第383頁
130. ↑  Klier and Mingay, p. 139; Kurth, Anastasia, p. 377; Massie, p. 190
131. 1 2  Godl (2000b)
132. ↑  Klier and Mingay, p. 143; Kurth, Anastasia, p. 395; Massie, p. 294
133. ↑  Klier and Mingay, p. 96
134. 1 2  Krug von Nidda in I, Anastasia, p. 81
135. ↑  Godl (1998); Gilliard, Pierre, , L'Illustration, 25 June 1927 quoted in Kurth, Anastasia, p. 179
136. ↑  Klier and Mingay, p. 94
137. ↑  Quoted by Klier and Mingay, p. 230
138. ↑  Letter from Mountbatten to Ian Jacob, 8 September 1958, Broadlands archive, quoted in Ziegler, Philip, , London: Collins: 679, 1985, ISBN 0-00-216543-0
139. ↑  Kurth, Anastasia, p. 270; Krug von Nidda in I, Anastasia, p. 273
140. ↑  Welch, p. 183
141. ↑  Klier and Mingay, p. 132
142. ↑  Kurth, Anastasia, p. 268; Krug von Nidda in I, Anastasia, p. 274
143. 1 2  , The Times (53770), 20 February 1957: 11
144. ↑  Wardle, Irving, , The Times (60383), 18 August 1978: 10
145. ↑  Percival, John, , The Times (58232), 1971-07-23: 16
146. ↑  Percival, John, , The Times (58295), 1971-10-11: 10
147. ↑  Vàmos, Youri, ,   [2010-03-15], （原始内容存档于2011-07-18）
148. ↑  Erickson, Hal, , All Movie Guide (Macrovision Corporation),   [2009-07-08], （原始内容存档于2009-07-09）
149. ↑  , Sky Movies,   [2009-07-08], （原始内容存档于2009-10-20）